# لويز كرامر
لويز كرامر (بالإنجليزية: Louise Kramer)‏ هي نحّاتة أمريكية، ولدت في 1923 في نيويورك في الولايات المتحدة.